# Kernkraftwerk Biblis

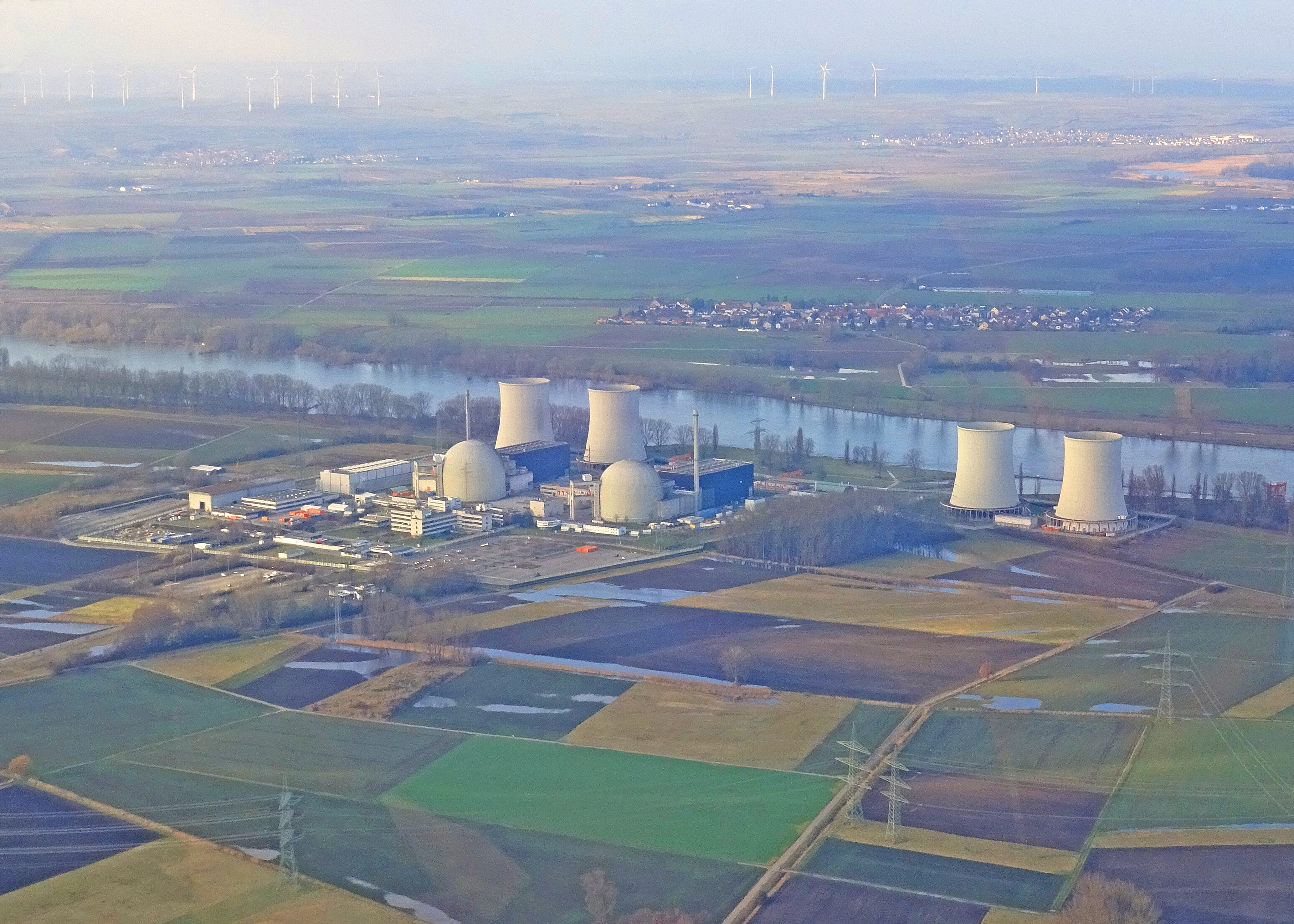
Luftbild des Kernkraftwerks Biblis vor dem Abriss der Kühltürme des Blocks A

Das abgeschaltete Kernkraftwerk Biblis (KWB) befindet sich in der südhessischen Gemeinde Biblis nahe der Mündung der Weschnitz in den Rhein. Besitzer und ehemaliger Betreiber des Kernkraftwerkes ist die RWE Power AG.
Das Kernkraftwerk Biblis lieferte mit zwei nahezu baugleichen Druckwasserreaktoren eine Gesamtleistung von maximal 2525 Megawatt in das Stromnetz. Biblis war damit nach Gundremmingen in Bayern das zweitertragreichste Kernkraftwerk in Deutschland. Zwei weitere zunächst geplante Blöcke, Biblis C und Biblis D, wurden nicht gebaut.

## Daten

### Grunddaten

#### Block A
Die Wandstärke des Reaktorgebäudes Biblis A beträgt 60 Zentimeter, der Abluftkamin hat eine Höhe von 101 Metern. Der Reaktordruckbehälter wiegt 425 Tonnen. Biblis A verfügte über zwei 80 Meter hohe zwangsbelüftete Ventilatorkühltürme. Der Basisdurchmesser eines Kühlturms beträgt 68 m. Block A gehört zur 2. Generation der deutschen Druckwasserreaktoren und ist der weltweit erste kommerziell genutzte Kernreaktor der 1.300-MW-Klasse. Er diente als Vorbild für die nachfolgenden Generationen von Druckwasseranlagen, der Vor-Konvoi- und der Konvoi-Generation.
Der Reaktorkern von Biblis A besteht aus 193 Brennelementen mit insgesamt rund 45.000 Brennstäben und etwa 100 Tonnen Urandioxid.
Als Vater des Block A gilt Heinrich Mandel.

#### Block B
Die Wandstärke des Reaktorgebäudes Biblis B beträgt 80 Zentimeter, der Abluftkamin hat eine Höhe von 100 Metern. Biblis B verfügt über zwei 80 Meter hohe zwangsbelüftete Ventilatorkühltürme. Der Basisdurchmesser eines Kühlturms beträgt 69 m. In der Regel wurde Block B allerdings ohne Kühltürme betrieben. Lediglich bei hohen Rheinwassertemperaturen oder Niedrigwasser war Kühlturmbetrieb notwendig, um vorgegebene Temperaturgrenzwerte nicht zu überschreiten. Es ist geplant, die beiden Kühltürme im Jahre 2024 abzubrechen.

#### Blöcke C und D
Für den einst geplanten Block C und für Block D waren je ein Naturzug-Nasskühlturm mit einer Höhe von 160 Metern vorgesehen. Ein Schnitt- und Funktionsmodell des Blocks C steht im Informationszentrum. Biblis C war als Konvoi-Anlage geplant. Es wurden bereits die ersten Großkomponenten wie Reaktordruckbehälter und Dampferzeuger gefertigt. Das Reaktordruckgefäß wurde später für Materialversuche verwendet. Der Reaktordeckel dient heute noch Revisionsmannschaften als Übungsobjekt.

### Daten der Reaktorblöcke
Das Kernkraftwerk hat zwei abgeschaltete und zwei verworfene Blöcke:
| Reaktorblock | Reaktortyp         | KWU-Baulinie          | elektrische Leistung | elektrische Leistung | thermische Reaktorleistung | Baubeginn    | Netzsynchronisation | Kommerzieller Betrieb | erzeugte Energie seit IBN | Abschaltung durch Moratorium endgültig stillgelegt | Elektrizitätsmengen ab 1. Jan. 2000 | zusätzliche Elektrizitätsmengen |
| Reaktorblock | Reaktortyp         | KWU-Baulinie          | netto                | brutto               | thermische Reaktorleistung | Baubeginn    | Netzsynchronisation | Kommerzieller Betrieb | erzeugte Energie seit IBN | Abschaltung durch Moratorium endgültig stillgelegt | (TWh netto)                         | (TWh netto)                     |
| ------------ | ------------------ | --------------------- | -------------------- | -------------------- | -------------------------- | ------------ | ------------------- | --------------------- | ------------------------- | -------------------------------------------------- | ----------------------------------- | ------------------------------- |
| Biblis A     | Druckwasserreaktor | DWR der 2. Generation | 1.167 MW             | 1.225 MW             | 3.517 MW                   | 1. Jan. 1970 | 25. Aug. 1974       | 26. Feb. 1975         | 244 TWh                   | 30. Mai 2011 Atom-Moratorium                       | 62,00                               | 68,617                          |
| Biblis B     | Druckwasserreaktor | DWR der 2. Generation | 1.240 MW             | 1.300 MW             | 3.733 MW                   | 1. Feb. 1972 | 25. Apr. 1976       | 31. Jan. 1977         | 260 TWh                   | 30. Mai 2011 Atom-Moratorium                       | 81,46                               | 70,663                          |

## Geschichte

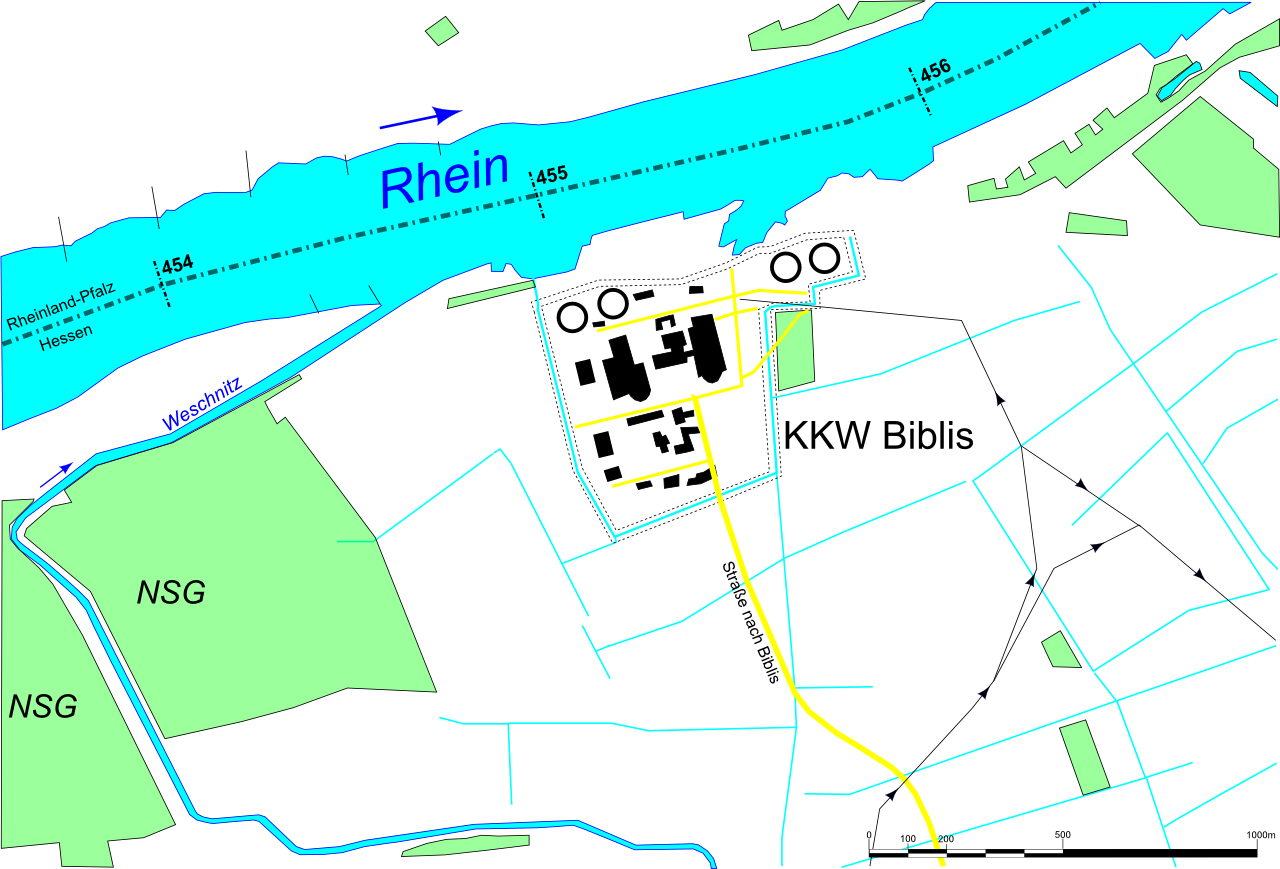
Lage des KKW Biblis am Rhein

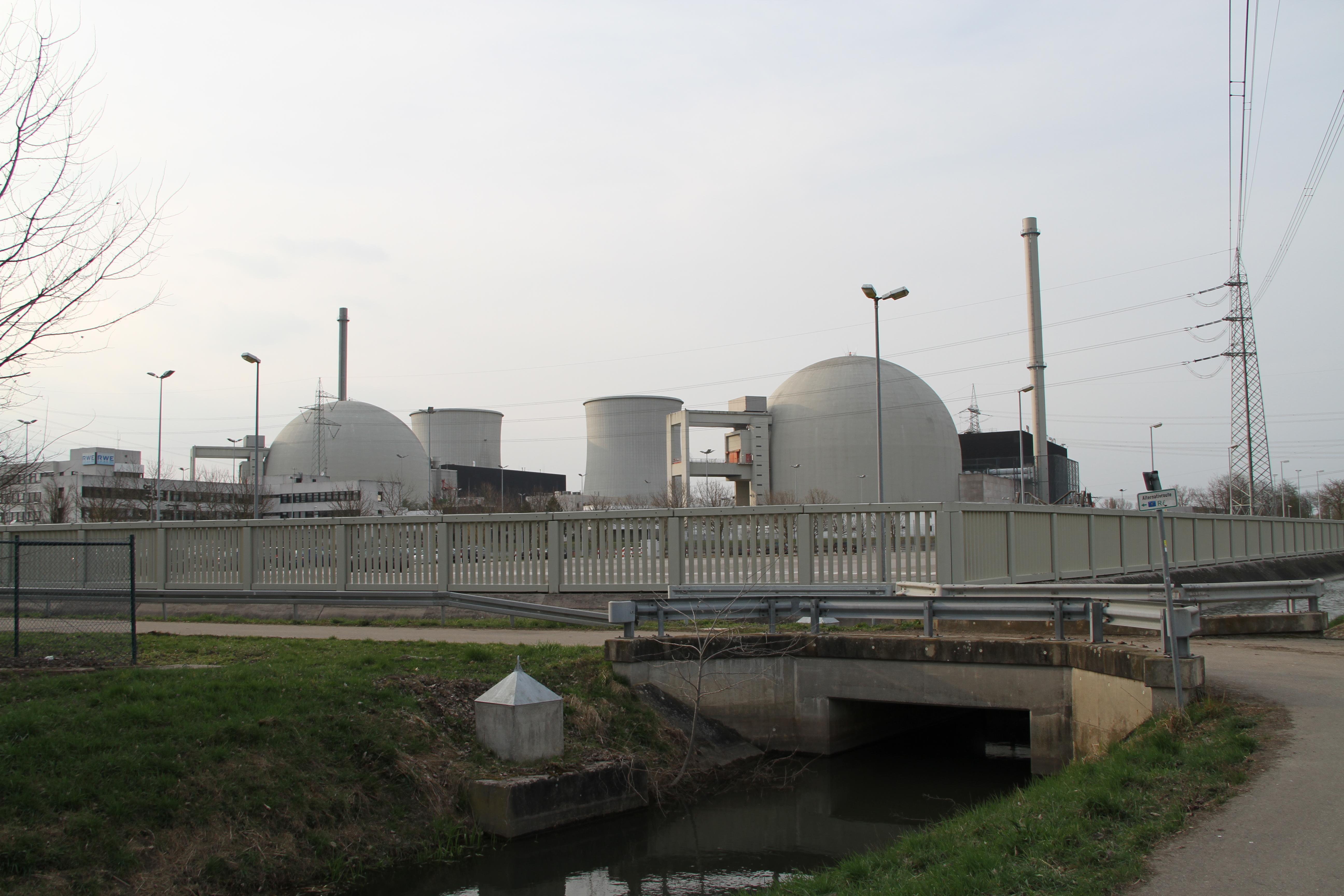
Block A (rechts), Block B (links)

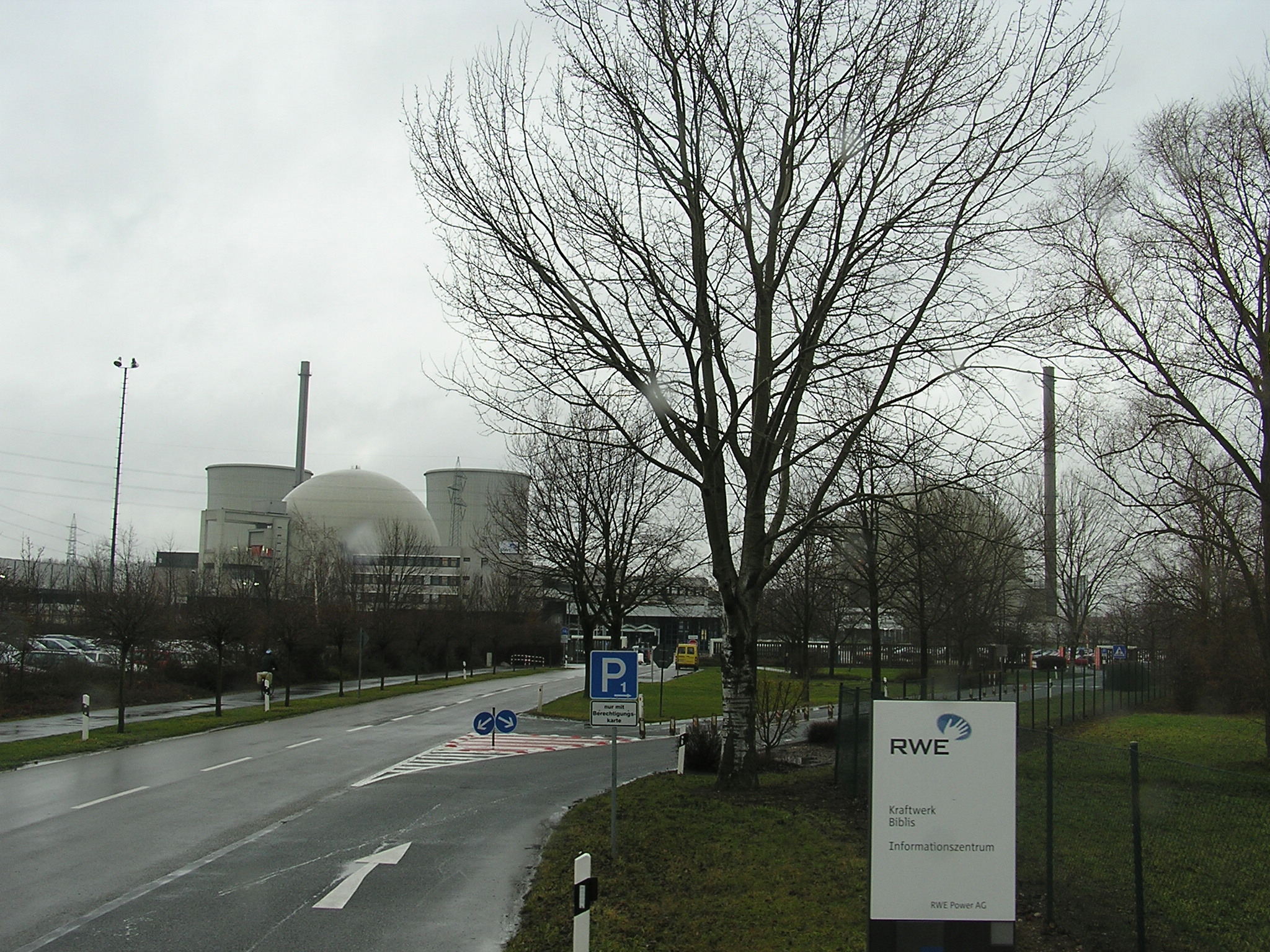
Block B (links), Block A (rechts)

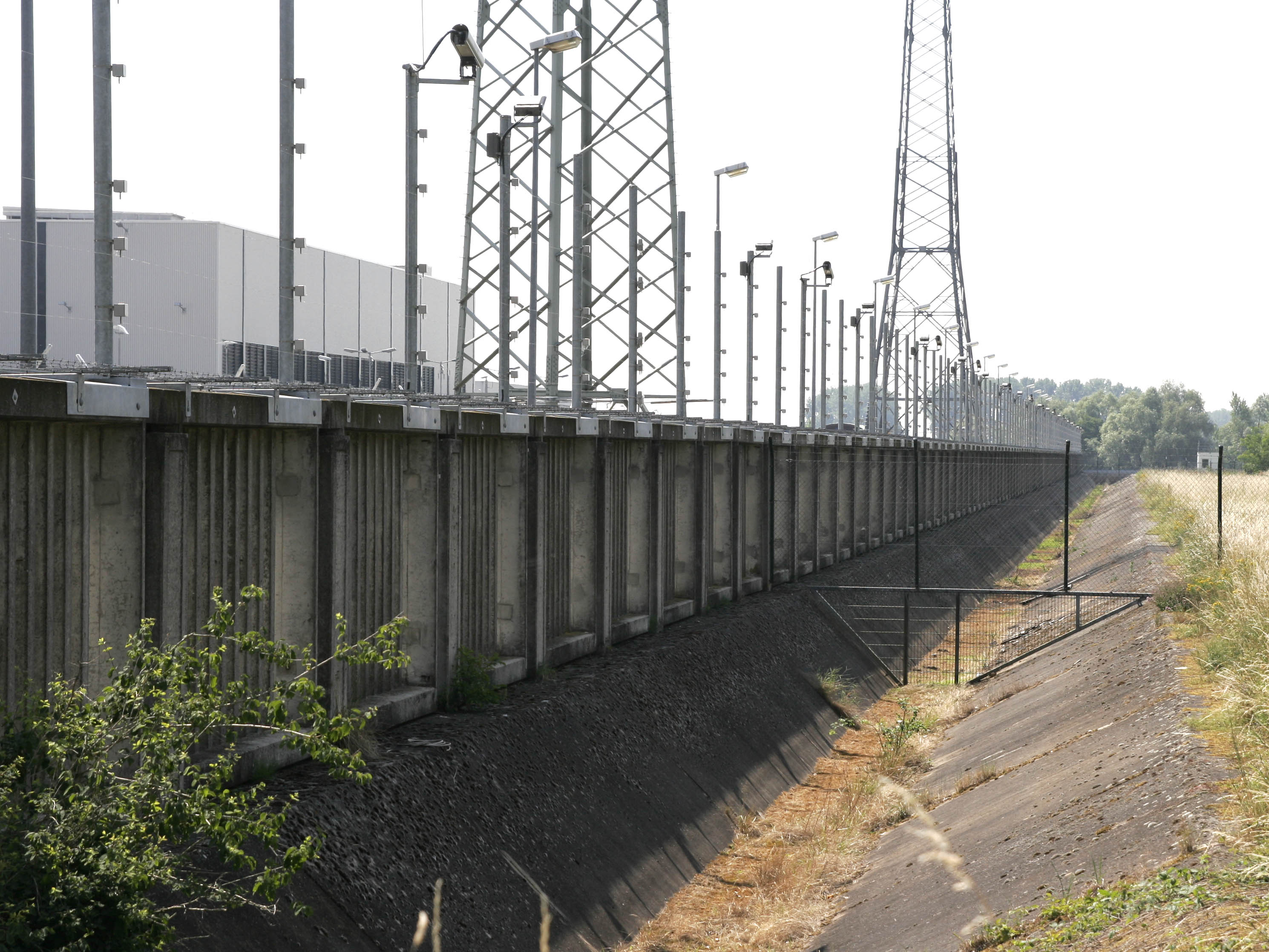
Objektschutz an der Südseite des Kernkraftwerkes

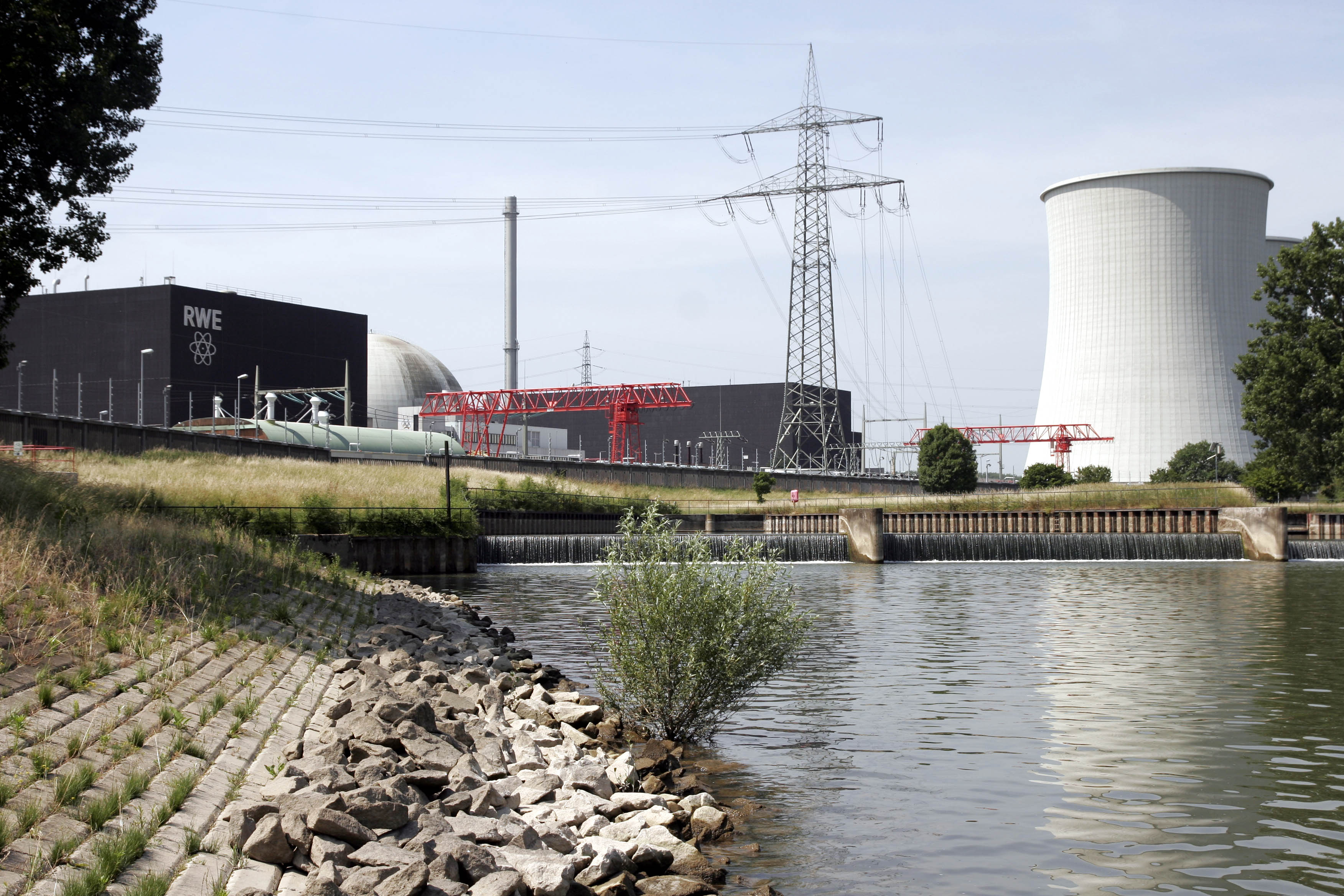
Das Rücklaufbauwerk des Blocks B (im Hintergrund der Block B) in den Rhein

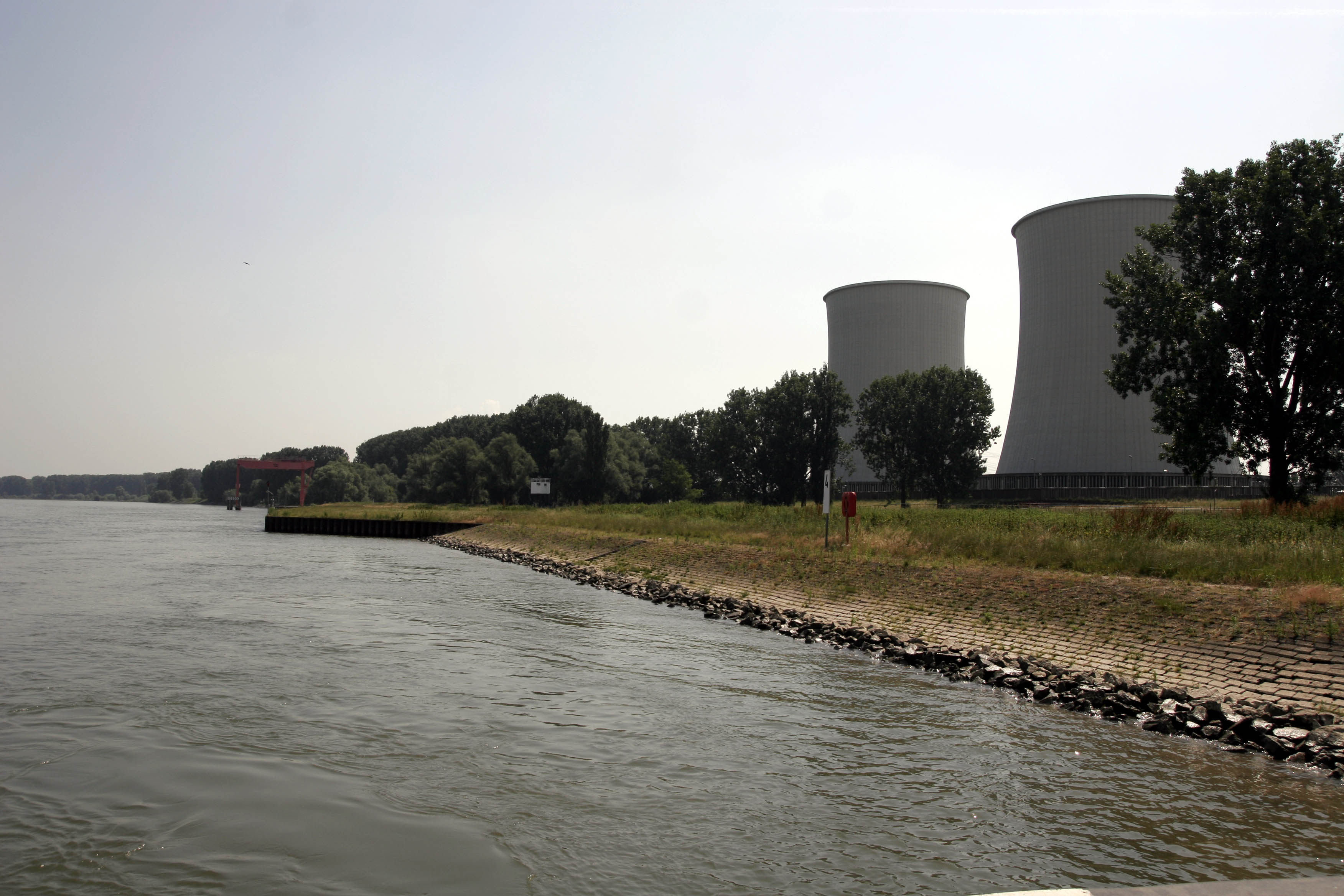
Das Kernkraftwerk Biblis liegt am Rhein. Rechts die beiden ehemaligen Kühltürme des Blocks A

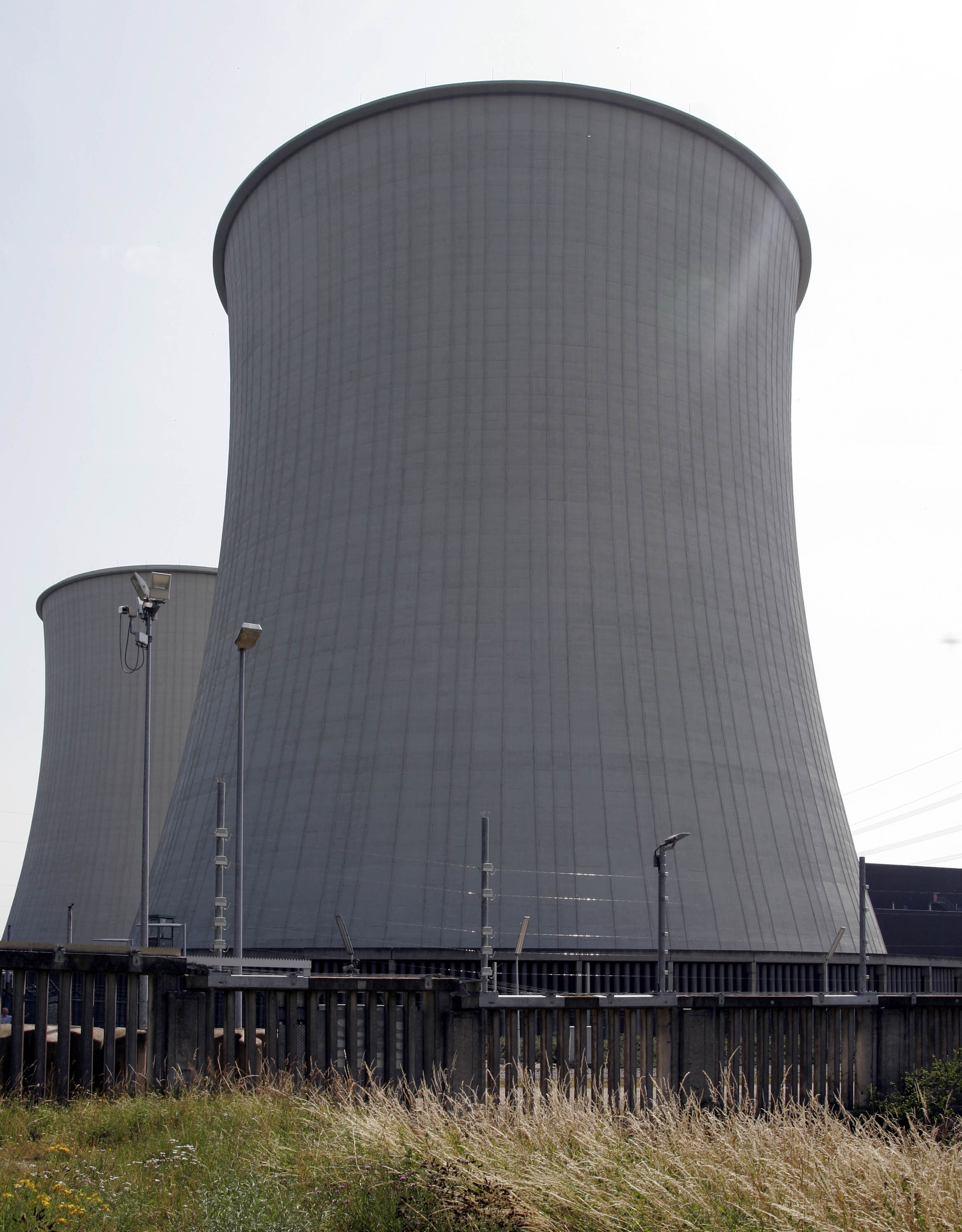
Die beiden Kühltürme des Blocks B, mit Sicherungsanlagen

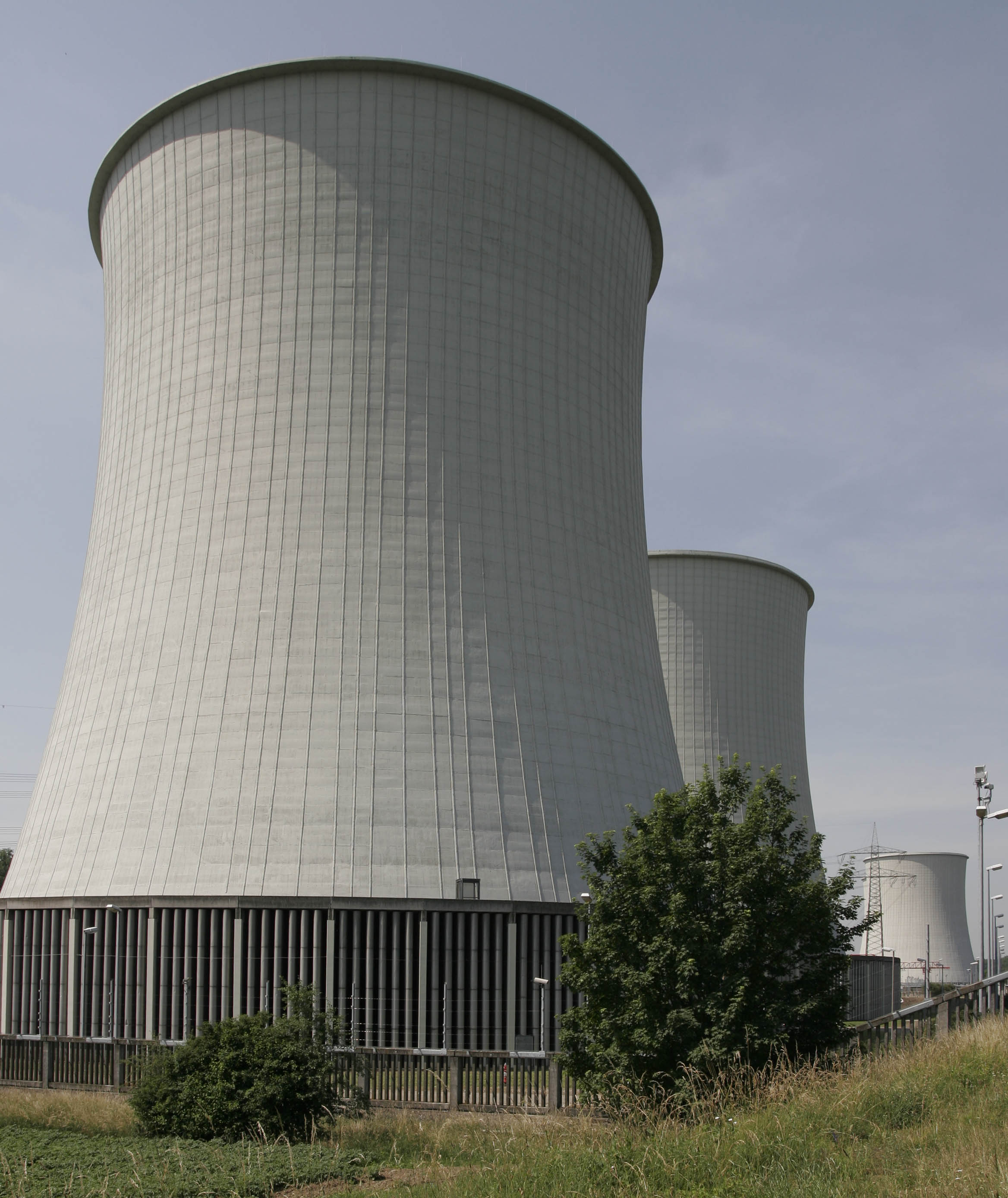
Die beiden ehemaligen Kühltürme des Blocks A, rechts hinten einer des Blocks B

### Bau und Planungen
In der Planungsphase des Kraftwerks wurden verschiedene Standorte erwogen, darunter auch das vom heutigen Standort etwa 35 Kilometer entfernte Trebur. Man entschied sich für Biblis, weil es dort eine 220-kV-Leitung und eine 400-kV-Leitung gab (und gibt). Die Blöcke waren sowohl an das Umspannwerk in Pfungstadt als auch an das große Amprion Umspannwerk in Rosengarten  angeschlossen.
Kritische Stimmen gegen Biblis gab es anfangs kaum: Nur ein Bürger stellte eine Einwendung gegen den Genehmigungsantrag von Block A. Gegen die Genehmigung des Blocks B im Jahr 1971 stellten acht Bürger Einwendungen. 
Eine 1974 vom Bundesforschungsministerium veranlasste Studie ergab, dass nur 123 von 20.000 analysierten Zeitungsartikeln aus den Jahren 1970 bis 1974 Bedenken gegen die Technologie äußerten oder Bürgerinitiativen erwähnten.
Der Bau von Biblis A kostete etwa 800 Millionen D-Mark und der von Biblis B etwa eine Milliarde D-Mark. In den 1970er Jahren waren (unter anderem angesichts der Ölpreiskrise) zwei weitere Blöcke (C und D) geplant.
Biblis D wurde schnell verworfen (Planungsbeginn 1975, Planungsende 1979); die Planungen für Biblis C endeten erst 1995.

### Inbetriebnahme
Am 16. Juli 1974 wurde in Block A die erste Kettenreaktion gestartet. Block A lieferte am 25. August 1974 erstmals Strom ins öffentliche Verbundnetz. Die nukleare Inbetriebnahme (Kritikalität) erfolgte in Block B am 25. März 1976.
2006 wurde ein Standortzwischenlager für abgebrannte Kernbrennelemente mit einem Schwermetallgewicht von 1400 Tonnen in Betrieb genommen (genehmigt bis zum Jahr 2046 – Stand 2020). Es bietet 135 Castorbehältern mit abgebrannten Brennelementen Platz. Es ist 92 m lang 38 m breit und 18 m hoch. Von außen gleicht das Gebäude einer gewöhnlichen Industriehalle. In das Zwischenlager wurden auch sechs Castorbehälter mit radioaktivem Abfall aus Sellafield eingelagert.
Die 85 Zentimeter dicken Außenwände und die 55 Zentimeter dicke Betonkuppel reduzieren die Strahlung so weit, dass die am Kraftwerkszaun zugelassenen Werte eingehalten werden. 2007 waren etwa 80 Plätze belegt, Anfang 2020 standen – nach Entfernung aller Brennstäbe aus dem Kraftwerk – insgesamt 102 Castoren im Lager. Wegen der völkerrechtlichen Verpflichtung zur Rücknahme stehen seit November 2020 weitere 6 Castor-Behälter aus der Wiederaufarbeitung bis ein End- oder Langzeitlager dafür gefunden ist.

### Laufzeiten der Kraftwerksblöcke
Im sogenannten Atomkonsens haben Bundesregierung und Energieversorgungsunternehmen unter anderem festgelegt, dass alle deutschen Kernkraftwerke noch eine begrenzte Reststrommenge erzeugen dürfen, die einer Regellaufzeit von durchschnittlich 32 Jahren entspricht. Für Biblis A war demnach die endgültige Abschaltung für Ende 2009, die Abschaltung von Biblis B war für 2010 vorgesehen. Wegen der flexiblen Regelung über Reststrommengen ließ sich der Abschalttermin nicht genau vorhersagen, weil jeder Stillstand (siehe auch Vorkommnisse vom 16. Oktober 2006) den Termin verschob. Nachdem die Bundesregierung im Jahr 2010 die Verkürzung der Reaktorlaufzeiten zurückgenommen hatte und den Blöcken Biblis A und Biblis B weitere Strommengen im Umfang von zirka acht Jahren zugebilligt hatte, war die Stilllegung der Blöcke nicht vor 2020 zu erwarten.
Mit Entscheidung der Bundesregierung vom 14. März 2011 wurde jedoch ein dreimonatiges Atom-Moratorium der Laufzeitverlängerung bekannt gegeben, so dass das Kraftwerk am 18. März 2011 heruntergefahren wurde.
Am 29. Mai 2011 entschied die Bundesregierung, dass beide Blöcke des Kernkraftwerkes Biblis nicht wieder ans Netz gehen. Es gab Überlegungen, Block B als „Reservekraftwerk“ zwar heruntergefahren zu lassen, bei Stromengpässen jedoch wieder kurzzeitig hochfahren zu können. RWE war mit dieser Entscheidung nicht einverstanden. Am 16. Juni 2011 gab RWE bekannt, dass Biblis B nicht mehr ans Netz gehen wird.

#### Biblis A
Aufgrund festgestellter sicherheitstechnischer Probleme leitete die hessische Atomaufsicht 1997 ein Verfahren zur Stilllegung von Biblis A ein. Der Leiter der Abteilung Reaktorsicherheit und Strahlenschutz des Bundesumweltministeriums Gerald Hennenhöfer verhinderte die von der hessischen Landesregierung bereits beschlossene Stilllegung des KKW Biblis jedoch per bundesaufsichtlicher Weisung.
Der Atomkonsens erlaubte eine zustimmungsfreie Übertragung von Strommengen älterer Anlagen auf jüngere Anlagen; eine Übertragung von jüngeren auf ältere Anlagen bedurfte einer Zustimmung von Wirtschaftsministerium, Umweltministerium sowie dem Kanzleramt. Der RWE wurde bei den Verhandlungen über den Atomausstieg für das stillgelegte Kernkraftwerk Mülheim-Kärlich eine übertragbare Reststrommenge von 107 TWh zugesprochen. Von dieser Strommenge konnten 30 TWh zustimmungsfrei auf Block B übertragen werden. Die RWE AG stellte im September 2006 einen Antrag auf Strommengenübertragung von 30 TWh vom (jüngeren) Kraftwerk Mülheim-Kärlich auf das (ältere) Kraftwerk Biblis A. Im Falle der Zustimmung zu diesem Antrag hätte RWE das Kraftwerk Biblis A bis zur zweiten Jahreshälfte 2011 betreiben und dann – so die weitere Überlegung von RWE – gemeinsam mit Biblis B abschalten können. Unter Berücksichtigung des Stillstands wegen des Austauschs von Hinterschnittankern hätte sich der genannte Abschalttermin in das Jahr 2013 verschoben.
Dieser von RWE eingebrachte Hauptantrag für Block A wurde vom Bundesumweltministerium im März 2007 vorläufig und im Mai 2007 endgültig abgelehnt. Das Umweltministerium vertrat hier die Rechtsauffassung, dass eine Strommengenübertragung vom Kraftwerk Mülheim-Kärlich auf Biblis A nach dem Atomgesetz nicht möglich sei. Den ebenfalls gestellten Hilfsantrag zur Übertragung von Strommengen vom Kernkraftwerk Emsland auf Biblis A lehnte das Umweltministerium am 7. April 2008 ab. Als Hauptgrund wurde genannt, dass Biblis A über weniger Sicherheitsreserven als das modernere Kernkraftwerk Emsland verfügt habe.
Gegen die Ablehnung des Hauptantrags und auch des Nebenantrags reichte RWE Power im April 2007 Klage beim Hessischen Verwaltungsgerichtshof in Kassel ein, die abgewiesen wurde. Auch die Revision von RWE vor dem Bundesverwaltungsgericht in Leipzig wurde mit Beschluss vom 26. März 2009 zurückgewiesen; die Ablehnung längerer Laufzeiten gilt auch für das Kernkraftwerk Brunsbüttel.
Am 21. Januar 2010 fanden erstmals nach dem Regierungswechsel 2009 Gespräche zwischen der Bundesregierung und den Energieversorgern statt. Um einen vorläufigen Weiterbetrieb bis zur Entscheidung der Bundesregierung sicherzustellen, kaufte RWE im Mai 2010 ein Stromkontingent von 4,8 TWh vom bereits stillgelegten Kernkraftwerk Stade des Betreibers E.ON. Je nach Betriebsweise konnte damit das Stromkontingent für Biblis A bis in das Jahr 2012 reichen.
Eine endgültige Entscheidung über den Weiterbetrieb der Kernkraftwerke wurde im Herbst 2010 getroffen. Beide Blöcke erhielten eine zusätzlich zu der im Atomkonsens von 2002 festgelegten Erzeugungsmenge ein zusätzliches Stromkontingent, welches einer (rechnerischen) zusätzlichen Laufzeit von etwa 8 Jahren entsprach. Die zusätzliche Strommenge für Biblis A betrug 68,617 TWh (netto) und lag damit höher als die im Atomkonsens von 2002 festgelegte Reststrommenge von 62,000 TWh (netto).
Im November 2011 wurden zwei ungeeignete Sicherungen im Block Biblis A entdeckt und ausgetauscht. Weder die Funktionsfähigkeit noch das Personal wurden hiervon beeinträchtigt. Die Betreiberfirma RWE führte eine Kontrolle an sämtlichen, also mehreren tausend Sicherungen durch. Da nicht herauszufinden war, warum diese Sicherungen verwendet wurden, wurden auch Untersuchungen der Bauteile in anderen Atomkraftwerken veranlasst.

#### Biblis B
Am 9. September 2005 reichte die IPPNW (Ärzte zur Verhütung des Nuklearkrieges, Ärzte in sozialer Verantwortung) bei der hessischen Atomaufsicht einen Antrag zur Stilllegung des Kernkraftwerks Biblis B ein. Da diesem Antrag nicht stattgegeben wurde, reichte die IPPNW am 12. Dezember 2008 beim hessischen Verwaltungsgerichtshof Klage ein. Demnach habe der Kraftwerksblock Biblis B mindestens 210 grundlegende und schwerwiegende Sicherheitsmängel aufgewiesen. Die IPPNW nahm den Antrag auf Rücknahme oder Widerruf der Betriebsgenehmigung mit Schreiben vom 17. März 2008 zurück.
Auf Biblis B durfte RWE laut Atomkonsens ohne Genehmigung eine Reststrommenge bis zu 21,45 TWh von Mülheim-Kärlich übertragen, was laut einer Abschätzung vom Juni 2007 eine Laufzeitverlängerung für Biblis B bis 2013 bedeutete. Im August 2010 machte RWE von dieser Möglichkeit Gebrauch und ließ 8,1 TWh auf Biblis B übertragen.

### Chronologie der Stilllegung
Im Kontext der Nuklearkatastrophe von Fukushima musste die RWE Block A (den älteren der beiden Reaktoren) am Abend des 18. März 2011 herunterfahren. Block B befand sich zu diesem Zeitpunkt bereits in einer planmäßigen Revision, so dass er nicht vom Netz genommen werden musste. RWE folgte damit der Anordnung des Hessischen Ministeriums für Umwelt, Energie, Landwirtschaft und Verbraucherschutz zur dreimonatigen Abschaltung der Anlage, um sie einer Sicherheitsüberprüfung zu unterziehen (siehe Atom-Moratorium).
Am 1. April 2011 gab RWE bekannt, dass sie gegen diese Anordnung zur Wahrung der Interessen der Anteilseigner eine Klage vor dem Hessischen Verwaltungsgerichtshof (VGH) eingereicht habe. Es sei von einem entgangenen Gewinn von etwa 1 Million Euro pro Tag Stillstand auszugehen, wofür Entschädigung verlangt werde. Ende Februar 2013 urteilte der Hessische VGH aufgrund der Fortsetzungsfeststellungsklagen, dass die nach der Katastrophe von Fukushima angeordnete dreimonatige Stilllegung rechtswidrig war. Das Bundesverwaltungsgericht hat die gegen die Nichtzulassung der Revision gerichteten Beschwerden im Dezember 2013 zurückgewiesen. Dem Land Hessen droht nun eine Schadenersatzklage des Betreibers RWE. Von März 2014 bis April 2016 beschäftigte sich ein Untersuchungsausschuss im Hessischen Landtag mit der Stilllegung des Kraftwerks.
Die Bundesnetzagentur gab am 31. August 2011 bekannt, dass das Kraftwerk nicht mehr angefahren werden und auch nicht als „Kaltreserve“ zur Verfügung stehen soll. Der Betreiber RWE gab am 11. Mai 2012 bekannt, dass er einen direkten Abriss einem sicheren Einschluss vorziehe und die Vorbereitungen dafür treffe. Die RWE Power AG beantragte die Stilllegung und den Abbau des Kraftwerks Biblis, Block A und B, mit Schreiben vom 6. August 2012.
Am 30. März 2017 wurden die Genehmigungsbescheide zur Stilllegung und zum Abbau von Anlagenteilen der beiden Blöcke erteilt, zum 1. Juni 2017 wurde die Stilllegung der beiden Blöcke vollzogen, im unmittelbaren Anschluss daran begannen die Rückbauarbeiten. Der BUND Hessen hat im Mai 2017 Klage gegen den Genehmigungsbescheid für Block A eingelegt, die Klage ist anhängig. Seit Juni 2019 sind beide Reaktorgebäude kernbrennstofffrei, d. h. alle Brennstäbe sind in Castor-Behälter umgeladen und befinden sich im Standortzwischenlager.

### Nachbetriebsphase und Rückbau

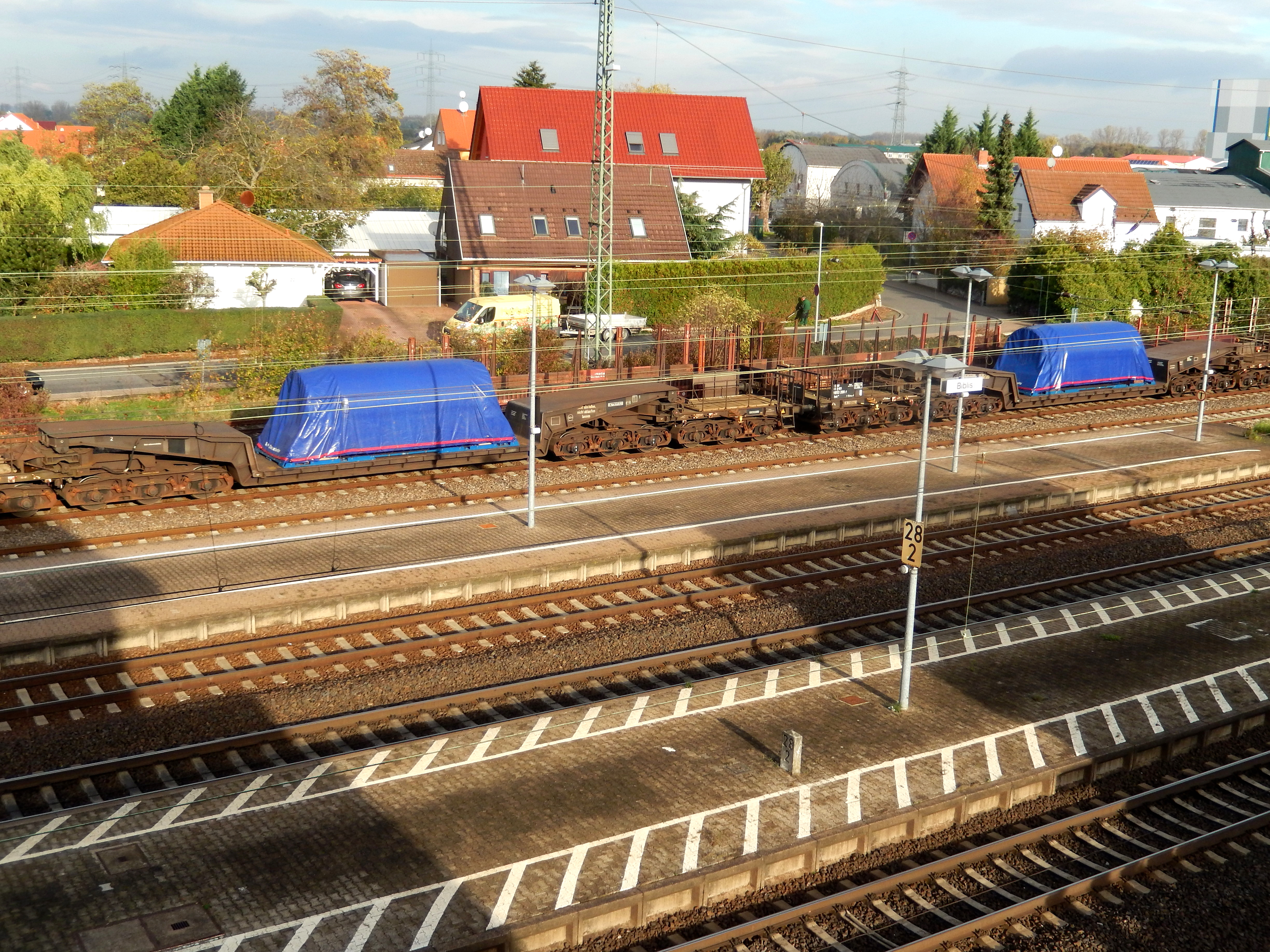
Castor-Behälter im Bahnhof Biblis zum Transport von Atommüll aus dem Kernkraftwerk Biblis im November 2013

Die Reaktoren befanden sich bis zur Entscheidung zur Stilllegung und zum Rückbau im Jahr 2017 in der Nachbetriebsphase. In diesem Zeitraum prüfte RWE die Option einer Versiegelung (Sicherer Einschluss), was einen wesentlich späteren Rückbau zur Folge gehabt hätte. Am 1. Juni 2017 gab RWE Power AG bekannt, die Genehmigung für den Abbau des Kernkraftwerks in Anspruch genommen zu haben. Damit und mit der Rückbaugenehmigung am 30. März 2017 hat die Stilllegungsphase offiziell begonnen. Die Rückbauarbeiten sollen 15 Jahre dauern. Im Juni 2019 waren alle Brennstäbe aus den Reaktoren in Castor-Behälter umgeladen und damit 99,7 % der Radioaktivität aus Betriebszeiten aus den Gebäuden entfernt.
Im Mai 2017 legte der BUND Hessen Klage gegen den Genehmigungsbescheid für Block A ein. Der Umweltverband kritisierte mangelnde Transparenz und forderte den höchstmöglichen Schutz der Bevölkerung vor zusätzlicher radioaktiver Belastung. Konkret verlangte der Verband, bei der Genehmigung weiterer Abbauschritte Umweltverträglichkeitsprüfungen durchzuführen sowie das Freimessen von radioaktivem Abrissmaterial zu unterbinden. Eine Gerichtsverhandlung hat seitdem nicht stattgefunden. Eine zweite Abbaugenehmigung für die radioaktiv stärker belasteten Bauteile wie Reaktordruckbehälter und den biologischen Schild wurde 2020 erteilt; eine Umweltverträglichkeitsprüfung wurde dabei nicht mehr durchgeführt.
Da es aufgrund der Abschaltung des Kernkraftwerks Biblis zu vermehrten Problemen bei der Spannungshaltung kommt, wurde durch den Übertragungsnetzbetreiber Amprion und den Kraftwerksbetreiber RWE Power entschieden, den Synchrongenerator des Blocks A für Phasenschieberbetrieb umzurüsten, um den benötigten Blindstrom zu erzeugen. Die Umrüstung erfolgte durch Siemens Energy von Oktober 2011 bis Februar 2012.
Im Februar 2023 wurden die beiden Kühltürme des Blocks A zum Einsturz gebracht.

#### Gasturbinenkraftwerk Biblis
Südlich des Kernkraftwerks plante RWE Generation 2020 auf einer Fläche von 3 ha die Errichtung und den Betrieb eines neuen Gasturbinenkraftwerks. Der Standort liegt weitgehend auf der bereits versiegelten Fläche des bestehenden Fremdfirmenparkplatzes. Im November 2020 erteilte Amprion der RWE und dem Kraftwerk einen Zuschlag als besonderes netztechnisches Betriebsmittel nach § 11 Abs. 3 EnWG. Das Kraftwerk stellt eine elektrische Leistung von 300 Megawatt bereit und sollte bis Oktober 2022 den Betrieb aufnehmen; im März 2023 war das Kraftwerk für Amprion einsatzbereit. Das Gasturbinenkraftwerk dient der Entlastung des Stromnetzes und soll maximal 1.500 Stunden pro Jahr betrieben werden. Eine Teilnahme am Strommarkt ist gesetzlich ausgeschlossen. Der Anlagenaufbau erfolgt modular aus elf identischen Gasturbineneinheiten mit einer maximalen elektrischen Leistung von 427,9 MW (11 × 38,9 MWel).
Das erforderliche Erdgas stammt aus der Mittel-Europäischen Gasleitung (Megal). Für die Anbindung ist eine etwa 1400 Meter lange Gasanbindungsleitung mit einem Rohrdurchmesser von DN 500 entlang der bestehenden Zufahrtsstraße zum Kernkraftwerk Biblis vorgesehen sowie die Errichtung einer Gasübergabestation. Für den Anschluss an das Übertragungsnetz wird die 380-kV-Leitung Biblis-Rosengarten der Amprion genutzt.

#### Fusionsreaktor Biblis
Entsprechend einer Absichtserklärung aus dem Jahr 2025 soll in Biblis bis 2035 ein Laserfusionskraftwerk gebaut werden. Hierzu stellt die hessische Landesregierung 20 Millionen Euro für die Erforschung der Kernfusion bereit. Der BUND kritisierte das Vorhaben.

## Sicherheit
Im Frühjahr 1976 beauftragte der Bundesminister für Forschung und Technologie Hans Matthöfer die Durchführung einer probabilistischen Sicherheitsanalyse, basierend auf dem Rasmussen-Report, für deutsche Kernkraftwerke mit Druckwasserreaktor. Die Hauptverantwortung übernahm die Gesellschaft für Anlagen- und Reaktorsicherheit (GRS); als Referenzanlage wurde Biblis B gewählt. Untersucht wurden sowohl anlageninterne als auch -externe Ereignisse wie Brände, Überflutungen, Erdbeben und Flugzeugabstürze, Ausfälle der externen Stromversorgung oder der Ausfall der Hauptspeisewasserversorgung. Die Studie wurde in zwei Phasen durchgeführt und die Ergebnisse zwischen 1979 und 1990 veröffentlicht. Die Abschätzung ergab für Biblis B, dass die Wahrscheinlichkeit von Kernschmelzen, die zu erheblichen Belastungen des Sicherheitsbehälters führen, zwischen einem Fall in 100 Millionen Jahren und einem Fall in einer Million Jahren liegt. Die gewonnenen Erkenntnisse führten zu Änderungen in der Anlagentechnik und den Betriebsvorschriften.
Die Sicherheitseinrichtungen der beiden vor mehr als 30 Jahren errichteten Kraftwerke wurden nach Angaben des Betreibers ständig überwacht und verbessert. Dass dadurch ein, wie im Atomgesetz gefordert, dem Stand der Wissenschaft und Technik entsprechender Schutz vor Schäden erreicht wurde, kontrollierten Aufsichtsbehörden und deren Gutachter regelmäßig. Was die Materialermüdung anbelangt, habe man durch regelmäßige Prüfungen festgestellt, dass beide Blöcke 60 Jahre lang problemlos hätten betrieben werden können. Die IAEO führt die Anlagen Biblis A und B als Referenz für gelungene sicherheitstechnische Nachrüstungen älterer Kernkraftwerke auf.
Dieser Darstellung widerspricht eine Studie von Greenpeace deutlich. Der Block A des Kraftwerks wurde zu einer Zeit konzipiert und errichtet, zu der keine Schutzmaßnahmen gegen den Absturz eines Militärflugzeugs erfolgten.
Kritisiert wird weiterhin, dass eine separate Notstandswarte außerhalb des Reaktorgebäudes, von der aus ein Reaktor auch im Falle von schweren Störungen im Reaktorgebäude gesteuert werden kann, nicht vorhanden ist. Da die Blöcke fast baugleich sind und zudem unterirdisch miteinander verbunden sind, ist es im Notstandsfall möglich, durch eine im jeweiligen Nachbarblock angesiedelte Notstandswarte den Nachbarblock zu betreiben und im Notstandsfall geregelt abzufahren und die Nachwärmeabfuhr sicherzustellen. Seitens der Kritiker wird jedoch bezweifelt, dass dies bei einem Störfall noch möglich sei.
In einer Anfrage vom 6. November 2006 äußerte ein SPD-Abgeordneter des Hessischen Landtags Bedenken über das Atomkraftwerk Biblis, basierend auf Berichten eines ehemaligen Wartungsingenieurs. Dieser hatte Mängel in der Anlage festgestellt und der Atomaufsicht „fachliche Beratung “angeboten. Die Behörde sah aufgrund eigener Untersuchungen dafür keinen Bedarf. Einige Kennzeichnungen von Rohrleitungen waren schwer lesbar, wurden jedoch durch Dokumentationen verifiziert. Wasseransammlungen in Rohrschächten wurden auf Reinigungs- und Wartungsarbeiten zurückgeführt. Die Landesregierung sah keine Beeinträchtigung für die Funktionsfähigkeit der Not- und Nachkühlpumpen.

### Radioaktivität
Betriebsbedingt leiten Kernkraftwerke über Abluft und Abwasser geringe Mengen radioaktiver Stoffe ab (Emission). Das Atomgesetz verpflichtet die Aufsichtsbehörden unter anderem dazu, den Betrieb des Kernkraftwerks und des Brennelement-Zwischenlagers hinsichtlich der radioaktiven Exposition der Umgebung zu überwachen. Die Messwerte werden stündlich übertragen und auf der Website des Hessischen Landesamts für Naturschutz, Umwelt und Geologie veröffentlicht.

### Ereignisse und Störungen
Insgesamt gab es seit Inbetriebnahme 437 (Biblis A) plus 440 (Biblis B) meldepflichtige Ereignisse (Stand: 31. Dezember 2013).
Die meisten dieser meldepflichtigen Ereignisse sind jedoch der Meldekategorie N zuzuordnen, nach der INES-Skala 0, das heißt, es handelte sich hierbei um Ereignisse ohne oder mit geringer sicherheitstechnischer Bedeutung.
- 17. Dezember 1987: Mitarbeiter hatten ein nicht geschlossenes Absperrventil übersehen. Um die Armatur zu schließen, wurde ein Prüfventil im Tippbetrieb geöffnet. Dadurch trat radioaktives Primärkühlmittel aus dem Sicherheitsbehälter in den Ringraum aus. Da der Austritt des Reaktorkühlwassers aus dem Primärkreislauf außerhalb des Sicherheitsbehälters erfolgte und somit eine Rückführung vom Sumpf aus über die Sicherheitseinspeisepumpen bzw. Nachkühlpumpen nicht mehr möglich gewesen war, wurde heftig über die Gefahr eines möglichen GAUs diskutiert. Der Störfall kam erst nach einem Jahr, durch einen Artikel in einer amerikanischen Fachzeitschrift (Nucleonics Week), an die Öffentlichkeit.[57][58] Er wurde jedoch vom Betreiber fristgerecht an die Behörde gemeldet, diese veröffentlichte keine Pressemitteilung. Nach Bekanntwerden des Störfalls rügte der Bundesumweltminister die Informationspolitik des Betreibers RWE,[59] und Tausende demonstrierten für eine Stilllegung des Kraftwerks.[60] Das Ereignis wurde im Nachhinein mit Einführung der Internationalen Bewertungsskala für nukleare Ereignisse (INES) als Stufe 1 eingestuft, was im Bewertungsschema nach INES eine Überschreitung der gesetzlich festgelegten Abgabegrenzwerte und eine Strahlenexposition einer Einzelperson der Bevölkerung jenseits der gesetzlich festgelegten Grenzwerte („Störung/Störfall“) bedeutet. Seit diesem Ereignis veröffentlicht das KKW Biblis über einen Pressesprecher und später im Internet jedes Vorkommnis auf der Anlage. Die Kosten dieses meldepflichtigen Ereignisses werden auf 16 Millionen Dollar geschätzt.[61]
- 3. Oktober 1989: Teile der Notstromschienen sind 14 Stunden lang abgekoppelt. Das hessische Umweltministerium gibt dies als Störfall der Kategorie E ('Eilt') bekannt.[62][63]
- 23. August 1999: meldepflichtiges Ereignis der Kategorie N: Aktivitätshaltiges Kühlmittel tritt wegen einer Leckage im Kühlmittelreinigungssystem in den Heißdampfkreislauf über.[64]
- 8. Februar 2004: Ereignis der Kategorie Eilt (Ereignis-Nr. 04/016, INES-Stufe 0: „Keine oder nur sehr geringe sicherheitstechnische Bedeutung“): Während des Volllastbetriebes kam es aufgrund einer unsicheren Abdeckung sicherheitstechnisch relevanter Geräte zu einem witterungsbedingten Kurzschluss außerhalb des Kraftwerkes, der zur Trennung des Kraftwerkblocks vom 220-kV-Hochspannungsnetz um 12:48 Uhr führte. Infolge des Vorfalls trennte sich der Block durch fehlerhafte Steuerungsmechanismen auch vom 380-kV-Netz. Dieser plötzliche Lastabfall führte dazu, dass sich die Anlage nicht mehr im Eigenbedarf stabilisieren konnte. Infolge dieser Ereignisse wurde der Reaktor zur Vermeidung weiterer Sicherheitsrisiken automatisch heruntergefahren und alle vier Notstrom-Dieselgeneratoren gestartet, die zur Aufrechterhaltung der Reaktorsicherheit notwendig waren. Um 13:18 Uhr wurde das 380-kV-Hauptnetz wieder angeschlossen und bis 14:23 Uhr die Notstrom-Dieselgeneratoren abgeschaltet. Die Anlage verhielt sich dabei nach Angaben von RWE auslegungsgemäß, eine erhöhte Gefährdung der Bevölkerung war zu keinem Zeitpunkt gegeben.[65]
- 15. September 2006: Während Block A zur Revision abgefahren wurde, kam es erneut zu einer fehlerhaften Abschaltung des 380-kV-Netzes mit einem Lastabwurf auf Eigenbedarf. Damit an der Turbine des Sekundärkreislaufs kein Schaden entstehen konnte, wurde eine TUSA (Turbinenschnellabschaltung) durchgeführt, auf Grund derer wiederum eine Reaktorschnellabschaltung notwendig war.[66]
- 4. April 2011: Nach einem Brand in einer Umspannanlage in Lampertheim-Rosengarten (Bergstraße) versagte die Umschaltung auf das Reservenetz in zwei Redundanzen. Die Notstromdiesel in den entsprechenden Redundanzen verhielten sich auslegungsgemäß und versorgten den Nuklearen Bereich. Eingestuft wurde der Störfall in die Kategorie N (Normalmeldung)

### Sonstige Vorkommnisse
Da die folgenden Vorkommnisse alle aus einer Quelle stammen und diese nicht umfassend berichtet hat, können die folgenden Vorkommnisse nicht eindeutig einem Block zugewiesen werden.
- März 1994: In Biblis A brannte innerhalb des Containments der Motor einer Hauptkühlmittelpumpe, weil es aufgrund eines bei Wartungsarbeiten in der Pumpe vergessenen Meißels zu einem Kurzschluss gekommen war.[67] In der Folge kam es zu einem Streit zwischen dem hessischen Umweltminister und dem Bundesumweltminister über die Stilllegung des Reaktors.[68]
- 3. Juli 1998: An einem leeren Transportbehälter für abgebrannte Brennelemente werden strahlende Flecken („Hot spots“) entdeckt. Die Strahlung beträgt das 7500-fache des zulässigen Werts.[69]
- 11. Juli 1998:  Zwei Lecks wurden in Block B am Sekundärkreislauf entdeckt.[70]
- 6. Januar 1999: Ein Sekundärkühlsystem im abgeschalteten Block B wird durch ein defektes Heizungsrohr radioaktiv belastet. Die Atomaufsicht besteht darauf, dass RWE zunächst den „Schadensmechanismus“ klären muss, bevor Block B wieder angefahren werden kann.[71]
- 28. August 2002: Fehler in der Stromversorgung des Notstandssystems. Es kam zu einer „Fehlanregung“ eines Relais und dann zum Stromausfall in einer von insgesamt vier Stromversorgungsleitungen des Notstandssystems. Der hessische Umweltminister bestellt den Vorstand der Betreibergesellschaft ein.[72]
- 28. April 2003: Der hessische Umweltminister teilt mit, dass seit Inbetriebnahme von Biblis A das Notkühlsystem unzureichend ist und nicht der Betriebsgenehmigung entspricht. Es bestand die Gefahr der Überhitzung des Reaktor bei einem Störfall. Der Reaktor wurde deswegen vorübergehend stillgelegt.[73]
- 12. Juli 2004: Über zwei Stunden funktionierte nur das halbe Notkühlsystem.[74]
- 16. Oktober 2006: außerplanmäßige Abschaltung der Blöcke A und B auf Grund von nicht spezifikationsgerecht gesetzten Dübelverbindungen an Rohrleitungshalterungen. Die Spezialdübel waren unter Aufsicht eines Gutachters nachgerüstet worden, um die Anlagen erdbebensicherer zu machen. Stichproben zeigten, dass bei etwa 70 % der 20 cm langen Dübel eine rote Markierung nicht plan mit der Betonwand abschloss.[75] Im Januar 2007 wurde berichtet, dass die fehlmontierten Spezialdübel durch längere Dübel ersetzt werden sollen; im Juni wurde bekannt, dass alle 15.000 Spezialdübel ersetzt würden. Nachdem die zuständigen Behörden den Abschluss aller Dübelsanierungsarbeiten und der parallel durchgeführten Revisionsmaßnahmen bestätigt hatten, hat der Block B des Kraftwerks Biblis am 1. Dezember 2007 den Leistungsbetrieb wieder aufgenommen.[76] Laut einer Pressemitteilung von RWE Power vom 9. Februar 2008 hat das Hessische Ministerium für Umwelt, ländlichen Raum und Verbraucherschutz die Freigabe zum Wiederanfahren des Blocks A erteilt. Voraussetzung für diesen Schritt war der erfolgreiche Abschluss der Dübelsanierung sowie aller Revisionsmaßnahmen. In Block A wurde daraufhin das mehrtägige Mess- und Inbetriebsetzungsprogramm aufgenommen.
- Juni 2024: Während des Hochwassers in Süddeutschland wurde der Baustellenbereich der ehemaligen Kühltürme des Blocks A überschwemmt. Mehrere Landwirte, deren angrenzende Felder unter Wasser standen, forderten Schadensersatz vom Betreiber RWE. Feuerwehren, das THW und Landwirte versuchten, das Hochwasser mit Pumpen zu kontrollieren und die Kanäle zum Rhein mit Schotter zu verschließen, um weniger Wasser auf das Kühlturm-Gelände fließen zu lassen. Die eigentliche Kraftwerksanlage nebst Zwischenlager stehen erhöht auf aufgeschüttetem Gelände, sodass es keine Sicherheitsgefährdung gab.[77]

## Untersuchungsausschuss im Hessischen Landtag
Im März 2014 wurde der Untersuchungsausschuss 19/1 im Hessischen Landtag eingesetzt, um zu klären, was bei der vorläufigen Stilllegung im März 2011 geschah und wer dafür verantwortlich war. Am 21. April 2016 wurde der Abschlussbericht veröffentlicht.

## Sonstiges
Das Kernkraftwerk Biblis unterhält mit den Kernkraftwerken Balakowo (Russland), Saporischschja und Riwne (beide Ukraine) Partnerschaften zum Erfahrungsaustausch.
Bis Mitte der 1990er Jahre wurde für das Kernkraftwerk Biblis kein offizielles Kürzel verwendet, wie es bei den meisten anderen Kernkraftwerken üblich ist. Das Kürzel KKB war bereits für Kernkraftwerk Brunsbüttel vergeben und KWB für das geplante Kernkraftwerk im hessischen Borken reserviert. Erst nach der endgültigen Aufgabe des Projekts in Borken im Jahre 1995 wurde das Kürzel für das Kernkraftwerk Biblis verwendet.
In dem 1987 erschienenen Roman Die Wolke von Schriftstellerin Gudrun Pausewang, der von einem fiktiven Reaktorunfall in Deutschland erzählt, erfährt das Kernkraftwerk in Biblis im Vorwort eine Erwähnung.

## Filmproduktionen
- Joachim Faulstich und Georg M. Hafner: Todeszone – Nach dem Super-GAU in Biblis, D 1991, 45 Min., Doku-Fiktion